# Apaustus gracilis
Apaustus gracilis är en fjärilsart som beskrevs av Felder 1867. Apaustus gracilis ingår i släktet Apaustus och familjen tjockhuvuden. Inga underarter finns listade i Catalogue of Life.